# 桃花江镇
桃花江镇，是中华人民共和国湖南省益阳市桃江县下辖的一个乡镇级行政单位。

## 行政区划
桃花江镇下辖以下地区：
团山社区、凤凰山社区、金凤社区、桃花路社区、资江路社区、桃花江社区、芙蓉社区、富民社区、牛潭河社区、文家渡村、花园洞村、打石湾村、崆峒村、桃谷山村、近桃村、杨家坳村、花桥村、金柳桥村、梨树桥村、栗树嘴村、罗家潭村、半稼洲村、牛潭河村、划船港村、横木村、道关山村、鹅公桥村、青山村、川门湾村、人和桥村、拱头山村、半边山村、花果山村、株木潭村、石高桥村、大华村、拱桥村和创业村。